# Rogówek (województwo podlaskie)
Rogówek – wieś w Polsce położona w województwie podlaskim, w powiecie białostockim, w gminie Choroszcz.
W latach 1919–1954 w granicach miasta Choroszcz.
W latach 1975–1998 miejscowość położona była w województwie białostockim.
Wierni kościoła rzymskokatolickiego należą do parafii św. Jana Chrzciciela i św. Szczepana w Choroszczy.